# Ambroise Wille
Ambroise Wille († na 1599) was een Zuid-Nederlands calvinistisch predikant in Doornik (1564-1567), Wezel (1567-1577), Aken (1577-1598) en Keulen.

## Leven
Ambroise Wille werd geboren in Doornik in de eerste decennia van de zestiende eeuw, als zoon van Jean Wille. Volgens Nicolas Soldoyer werkte hij als koksjongen voor een kardinaal in Rome. Vandaar vertrok hij naar Genève, waar in 1559 het calvinistisch seminarie werd opgericht. Hoewel hij blijkbaar niet officieel was ingeschreven, moet hij er voldoende theologische studies hebben gedaan, want de plaatselijke kerkenraad gaf hem op 27 augustus 1562 toestemming om het beroep van predikant aan te nemen in zijn vaderstad. Doornik had net een fase van verscherpte repressie meegemaakt die Guy de Brès op de vlucht had gedreven.
Wille leidde de gereformeerde gemeente van Doornik in het verborgene, tot het centrale consistorie van Antwerpen instructie gaf in de openbaarheid te treden, nadat hagenprekers daartoe spontaan het initiatief hadden genomen. Hij gaf deze instructie door aan de consistorieën van Doornik en Valenciennes. Op 28 juni 1566 hield hij een hagenpreek buiten de stadsmuren voor naar schatting vier- tot zesduizend toehoorders. Hij breidde zijn activiteiten uit naar de omgeving en sprak op 18 augustus 1566 in Lannoy, terwijl in het Westkwartier de Beeldenstorm was uitgebroken. In zijn preek hekelde hij de beeldenbrekers omdat zij zonder toestemming van het overheidsgezag handelden en omdat ze het kapotslaan van uiterlijke afgodsbeelden voorrang gaven op het uitbannen van de innerlijke afgoderij, namelijk de hebzucht en andere zonden in de harten.
Zijn stellingname kon niet verhinderen dat de beeldenstormers op 23 augustus Doornik aanpakten. Met de andere predikanten kon hij er alleen maar op toezien dat er niet werd geroofd, zij het dat hij de abt van de Sint-Maartensabdij wellicht duizend florijnen liet betalen om zijn kerk te sparen. Alleen het hoofdaltaar werd aan morzels geslagen, onder het toelatende oog van enkele stedelijke gezagsdragers. De archieven van de kathedraal liet hij verbranden, om de koning en het stadsbestuur te ontslaan van hun eed op de kerkelijke privileges en immuniteiten.
Na dit geweld deed landvoogdes Margaretha van Parma toegevingen en mocht in Doornik worden getrouwd, gedoopt en begraven op protestantse wijze. Er werd ook begonnen met de bouw van een protestants kerkgebouw. Op 20 september 1566 schreef Wille het consistorie van Valenciennes aan om gewapende weerstand te coördineren met Armentières en Vlaamse plaatsen. Begin december liet de landvoogdes alleen nog de preken toe. Een maand later bezetten de troepen van Filips van Noircarmes de stad.
Wille week uit naar Oost-Friesland. De Raad van Beroerten veroordeelde hem op 20 juni 1567 bij verstek tot verbanning en verbeurdverklaring van goederen. Hij keerde niet naar de Nederlanden terug, maar werd met zijn vriend Charles de Nielles predikant in Wezel. In 1577 verhuisde hij naar Aken om Liévin Massis te vervangen in de Waalse kerk. Vanaf 1598 bediende hij de clandestiene gemeente Le Verger in Keulen. Daar is hij vermoedelijk gestorven op hoge leeftijd. Jean Haren richtte hem nog een open brief in 1599.

## Voetnoten
1. ↑  Crew 1978, p. 7